# Alfred Kölz

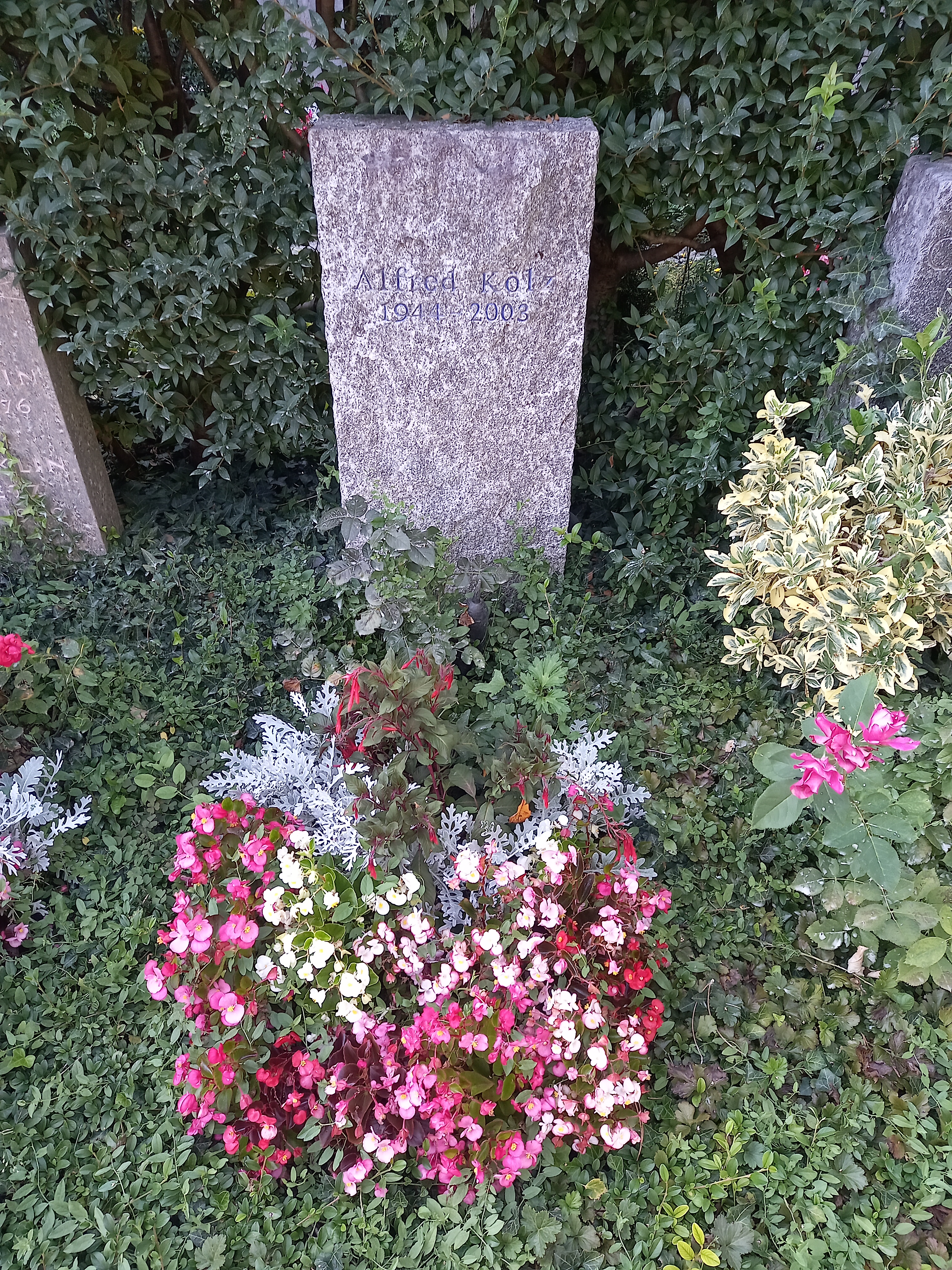
Das Grab von Alfred Kölz auf dem Friedhof Rehalp in Zürich

Alfred Kölz (* 15. Mai 1944 in Solothurn; † 29. Mai 2003) war ein Schweizer Rechtswissenschaftler.
Kölz legte seine Matura an der Kantonsschule Solothurn ab und nahm danach zunächst das Studium des Bauingenieurs an der ETH Zürich auf. Nach zwei Semestern wechselte er jedoch zum Studium der Rechtswissenschaften, welches er an den Universitäten Zürich und Bern absolvierte. 1973 wurde er mit einer Arbeit über „Prozessmaximen im schweizerischen Verwaltungsrecht“ promoviert; 1978 folgte seine Habilitation mit einer Arbeit zum Zürcher Verwaltungsrechtspflegegesetz. Im darauffolgenden Jahr wurde Kölz zum Professor für Staatsrecht, Verwaltungsrecht und Verfassungsgeschichte an der Rechtswissenschaftlichen Fakultät der Universität Zürich berufen; von 1996 bis 1998 war er deren Dekan.
Neben Arbeiten zum Staats- und Verwaltungsrecht wurde Kölz auch für seine Neuere Schweizerische Verfassungsgeschichte bekannt, deren erster Band 1992 erschien. Ausserdem legte er etwa 1984 zusammen mit Jörg Paul Müller einen Entwurf für eine neue schweizerische Bundesverfassung vor. Kölz war auch einer der Initiatoren der neuen Zürcher Kantonsverfassung. Er war Mitglied der Vereinigung für Verfassungsgeschichte. Privat engagierte er sich ferner für Volksrechte und Umweltschutz.
Im Mai 2003 starb Kölz an einem Tumor; der zweite Band seiner Neuere Schweizerische Verfassungsgeschichte wurde postum von Mitarbeitern und einigen Kollegen fertiggestellt und veröffentlicht.
Seine letzte Ruhestätte fand er auf dem Zürcher Friedhof Rehalp.

## Werke (Auswahl)
- Neuere Schweizerische Verfassungsgeschichte. Ihre Grundlinien vom Ende der Alten Eidgenossenschaft bis 1848. Stämpfli Verlag, Bern 1992, ISBN 3-7272-9380-2.
- Neuere Schweizerische Verfassungsgeschichte. Ihre Grundlinien in Bund und Kantonen seit 1848. Stämpfli Verlag, Bern 2004, ISBN 3-7272-9455-8.
- (als Herausgeber): Quellenbuch zur neueren schweizerischen Verfassungsgeschichte. 2. Bände. Stämpfli Verlag, Bern 1992/1996.
- zusammen mit Walter Haller: Allgemeines Staatsrecht. 3. Aufl., Basel/Genf/München 2004, ISBN 3-7190-2302-8.

Aufsätze:
- Bundestreue als Verfassungsprinzip? In: Schweizerisches Zentralblatt für Staats- und Gemeindeverwaltung (ZBl) 81 (1980), S. 145–177.